# 兪仁秀
兪 仁秀（ユ･インス、유인수、1994年12月28日 - ）は、大韓民国出身のサッカー選手。Kリーグ1・江原FC所属。ポジションはミッドフィールダー（MF）及びフォワード（FW）。

## 来歴

### プロ入り前
2002 FIFAワールドカップに影響されサッカーを始める。高校生の頃までは小柄な体格も相まって無名だったが、光云大学校では1年時から主力に据えられ急成長を遂げた。2014年のUリーグでは、スピードを活かした突破力と高い決定力を発揮し、ベストヤングプレーヤー賞に選出される活躍で 初優勝に貢献。2015年も、エース故の密着マークに苦しみつつも 得点を量産。同大学のオ・スンイン監督からは、全ての攻撃的ポジションに対応できる韓国では希少なタイプで、センス、持久力、スピードを兼備し、自身の指導歴における最高のタレントと絶賛された。
また、この活躍が認められ、2014年から2016年まで年代別の韓国代表に招集され続ける。

### FC東京
2016年、Jリーグ・FC東京に加入。セカンドチームであるFC東京U-23に配され、J3第1節相模原戦で初出場、同6節鳥取戦で初得点を挙げた。主にサイドハーフとしてJ3での試合を重ねる中で、推進力を維持したままに課題としていた不用意なボールロストを改善させた。同年8月6日、J1-2nd第7節磐田戦でJ1初出場、試合終了間際に決勝点となる初ゴールを決めた。J3では11ゴールを挙げ、U-23チーム内得点王であった。
2017年3月18日、J3第2節の藤枝MYFC戦で2017年シーズン初得点を決めた。5月10日、ルヴァンカップ第5節の大宮アルディージャではボランチとして先発した。10月1日、J3第25節のグルージャ盛岡戦では2得点を決めて勝利に貢献した。10月15日、J1第29節のヴァンフォーレ甲府戦で今季初のJ1で先発を飾った。

### アビスパ福岡
2018年よりアビスパ福岡に期限付き移籍で加入。5月12日、第14節の愛媛FC戦で移籍後初得点を決めた。シーズン終了後、FC東京に復帰を果たした。

## 所属クラブ
ユース経歴
- 仁川萬壽北小学校[5]
- 儆新中学校[5]
- 彦南高等學校[5]
- 光云大学校[3]

プロ経歴
- 2016年 - 2019年  FC東京
  - 2018年  アビスパ福岡（期限付き移籍）
- 2020年 - 2022年  城南FC
  - 2021年 - 2022年9月  金泉尚武FC (兵役)
- 2023年 -  江原FC

## 個人成績
| 国内大会個人成績 | 国内大会個人成績 | 国内大会個人成績 | 国内大会個人成績 | 国内大会個人成績 | 国内大会個人成績 | 国内大会個人成績 | 国内大会個人成績 | 国内大会個人成績 | 国内大会個人成績 | 国内大会個人成績 | 国内大会個人成績 |
| 年度             | クラブ           | 背番号           | リーグ           | リーグ戦         | リーグ戦         | リーグ杯         | リーグ杯         | オープン杯       | オープン杯       | 期間通算         | 期間通算         |
| 年度             | クラブ           | 背番号           | リーグ           | 出場             | 得点             | 出場             | 得点             | 出場             | 得点             | 出場             | 得点             |
| 日本             | 日本             | 日本             | 日本             | リーグ戦         | リーグ戦         | リーグ杯         | リーグ杯         | 天皇杯           | 天皇杯           | 期間通算         | 期間通算         |
| ---------------- | ---------------- | ---------------- | ---------------- | ---------------- | ---------------- | ---------------- | ---------------- | ---------------- | ---------------- | ---------------- | ---------------- |
| 2016             | FC東京           | 32               | J1               | 5                | 1                | 1                | 0                | 0                | 0                | 6                | 1                |
| 2017             | FC東京           | 21               | J1               | 6                | 0                | 3                | 0                | 1                | 0                | 10               | 0                |
| 2018             | 福岡             | 7                | J2               | 31               | 1                | -                | -                | 2                | 0                | 33               | 1                |
| 2019             | FC東京           | 21               | J1               | 5                | 0                | 4                | 1                | 1                | 0                | 10               | 1                |
| 通算             | 日本             | 日本             | J1               | 16               | 1                | 8                | 1                | 2                | 0                | 26               | 2                |
| 通算             | 日本             | 日本             | J2               | 31               | 1                | -                | -                | 2                | 0                | 33               | 1                |
| 総通算           | 総通算           | 総通算           | 総通算           | 47               | 2                | 9                | 1                | 4                | 0                | 59               | 3                |

その他の公式戦
| 2016   | F東23  | 32     | J3     | 26 | 11 | 26 | 11 |
| 2017   | F東23  | 21     | J3     | 20 | 8  | 20 | 8  |
| 2019   | F東23  | 21     | J3     | 12 | 3  | 12 | 3  |
| 通算   | 日本   | 日本   | J3     | 58 | 22 | 58 | 22 |
| 総通算 | 総通算 | 総通算 | 総通算 | 58 | 22 | 58 | 22 |

| 国際大会個人成績 | 国際大会個人成績 | 国際大会個人成績 | 国際大会個人成績 | 国際大会個人成績 |
| 年度             | クラブ           | 背番号           | 出場             | 得点             |
| AFC              | AFC              | AFC              | ACL              | ACL              |
| ---------------- | ---------------- | ---------------- | ---------------- | ---------------- |
| 2016             | FC東京           | 32               | 0                | 0                |
| 通算             | AFC              | AFC              | 0                | 0                |

出場歴
- 2016年3月13日：Jリーグ初出場 - J3第1節 vsSC相模原 (相模原ギオンスタジアム)
- 2016年4月24日：Jリーグ初得点 - J3第6節 vsガイナーレ鳥取 (とりぎんバードスタジアム)

## タイトル

### クラブ
- 大韓民国全国体育大会 (2012年)[7]
- Uリーグ (U-League)  (2014年)[8]

### 個人
- Uリーグ ベストヤングプレーヤー賞 (2014年)[8]

## 代表歴

### 出場大会など
- U-21韓国代表（2014年）
- U-22韓国代表
  - 2015年 - AFC U-23選手権2016 (予選)
- U-23韓国代表
  - 2016年 - AFC U-23選手権2016[4] (準優勝)